# Seznam dílů seriálu Hannibal
Toto je seznam dílů seriálu Hannibal. Americký hororový televizní seriál Hannibal vysílá od 4. dubna 2013 americká televize NBC. Příběh je založen na motivech románu Red Dragon od Thomase Harrise. Zaměřuje se na začínající vztah zvláštního agenta FBI Willa Grahama (Hugh Dancy), vyšetřovatele schopného vcítit se do psychopatů a vrahů, a Dr. Hannibala Lectera (Mads Mikkelsen), forenzního psychiatra předurčeného stát se kanibalem.
Premiéra na české verzi kanálu AXN proběhla 10. dubna 2013, od 30. června 2014 seriál vysílá i Prima Cool.

## Přehled řad
| Řada | Díly | Premiéra v USA | Premiéra v USA  | Premiéra v ČR  | Premiéra v ČR      |
| Řada | Díly | První díl      | Poslední díl    | První díl      | Poslední díl       |
| ---- | ---- | -------------- | --------------- | -------------- | ------------------ |
| 1    | 13   | 4. dubna 2013  | 20. června 2013 | 10. dubna 2013 | 3. července 2013   |
| 2    | 13   | 28. února 2014 | 23. května 2014 | 9. dubna 2014  | 2. července 2014   |
| 3    | 13   | 4. června 2015 | 29. srpna 2015  | 19. srpna 2015 | 11. listopadu 2015 |

## Seznam dílů

### První řada (2013)
| Č. v seriálu | Č. v řadě | Původní název | Český název     | Režie             | Scénář                                         | Premiéra v USA                        | Premiéra v ČR    |
| ------------ | --------- | ------------- | --------------- | ----------------- | ---------------------------------------------- | ------------------------------------- | ---------------- |
| 1            | 1         | Apéritif      | Aperitiv        | David Slade       | Bryan Fuller                                   | 4. dubna 2013                         | 10. dubna 2013   |
| 2            | 2         | Amuse-Bouche  | Předkrm         | Michael Rymer     | Jim Danger Gray                                | 11. dubna 2013                        | 17. dubna 2013   |
| 3            | 3         | Potage        | Polévka         | David Slade       | David Fury, Chris Brancato a Bryan Fuller      | 18. dubna 2013                        | 24. dubna 2013   |
| 4            | 4         | Œuf           | Vejce           | Peter Medak       | Jennifer Schuur                                | nebylo vysíláno26. dubna 2013 - Indie | 1. května 2013   |
| 5            | 5         | Coquilles     | Mušle           | Guillermo Navarro | Scott Nimerfro a Bryan Fuller                  | 25. dubna 2013                        | 8. května 2013   |
| 6            | 6         | Entrée        | Vstup           | Michael Rymer     | Kai Yu Wu a Bryan Fuller                       | 2. května 2013                        | 15. května 2013  |
| 7            | 7         | Sorbet        | Sorbet          | James Foley       | Jesse Alexander a Bryan Fuller                 | 9. května 2013                        | 22. května 2013  |
| 8            | 8         | Fromage       | Sýr             | Tim Hunter        | Jennifer Schuur a Bryan Fuller                 | 16. května 2013                       | 29. května 2013  |
| 9            | 9         | Trou Normand  | Normandská díra | Guillermo Navarro | Steve Lightfoot                                | 23. května 2013                       | 5. června 2013   |
| 10           | 10        | Buffet Froid  | Studený bufet   | John Dahl         | Andy Black, Chris Brancato a Bryan Fuller      | 30. května 2013                       | 12. června 2013  |
| 11           | 11        | Rôti          | Pečené          | Guillermo Navarro | Steve Lightfoot, Bryan Fuller a Scott Nimerfro | 6. června 2013                        | 19. června 2013  |
| 12           | 12        | Relevés       | Prohlášený      | Michael Rymer     | Chris Brancato a Bryan Fuller                  | 13. června 2013                       | 26. června 2013  |
| 13           | 13        | Savoureux     | Chutný          | David Slade       | Steve Lightfoot, Bryan Fuller, Scott Nimerfro  | 20. června 2013                       | 3. července 2013 |

### Druhá řada (2014)
| Č. v seriálu | Č. v řadě | Původní název | Český název   | Režie           | Scénář                                                                              | Premiéra v USA  | Premiéra v ČR    |
| ------------ | --------- | ------------- | ------------- | --------------- | ----------------------------------------------------------------------------------- | --------------- | ---------------- |
| 14           | 1         | Kaiseki       | bude oznámeno | Tim Hunter      | Bryan Fuller a Steve Lightfoot                                                      | 28. února 2014  | 9. dubna 2014    |
| 15           | 2         | Sakizuke      | bude oznámeno | Tim Hunter      | Jeff Vlaming a Bryan Fuller                                                         | 7. března 2014  | 16. dubna 2014   |
| 16           | 3         | Hassun        | bude oznámeno | Peter Medak     | Jason Grote a Steve Lightfoot                                                       | 14. března 2014 | 23. dubna 2014   |
| 17           | 4         | Takiawase     | bude oznámeno | David Semel     | Scott Nimerfro a Bryan Fuller                                                       | 21. března 2014 | 30. dubna 2014   |
| 18           | 5         | Mukōzuke      | bude oznámeno | Michael Rymer   | Ayanna A. Floyd, Steve Lightfoot a Bryan Fuller                                     | 28. března 2014 | 7. května 2014   |
| 19           | 6         | Futamono      | bude oznámeno | Tim Hunter      | námět: Andy Black, Bryan Fuller, Scott Nimerfro a Steve Lightfoo scénář: Andy Black | 4. dubna 2014   | 14. května 2014  |
| 20           | 7         | Yakimono      | bude oznámeno | Michael Rymer   | Steve Lightfoot a Bryan Fuller                                                      | 11. dubna 2014  | 21. května 2014  |
| 21           | 8         | Su-zakana     | bude oznámeno | Vincenzo Natali | Scott Nimerfro, Bryan Fuller a Steve Lightfoot                                      | 18. dubna 2014  | 28. května 2014  |
| 22           | 9         | Shiizakana    | bude oznámeno | Michael Rymer   | Jeff Vlaming a Bryan Fuller                                                         | 25. dubna 2014  | 4. června 2014   |
| 23           | 10        | Naka-Choko    | bude oznámeno | Vincenzo Natali | námět: Steve Lightfoot scénář: Steve Lightfoot a Kai Yu Wu                          | 2. května 2014  | 11. června 2014  |
| 24           | 11        | Kō No Mono    | bude oznámeno | David Slade     | Jeff Vlaming, Andy Black a Bryan Fuller                                             | 9. května 2014  | 18. června 2014  |
| 25           | 12        | Tome-wan      | bude oznámeno | Michael Rymer   | Chris Brancato, Bryan Fuller a Scott Nimerfro                                       | 16. května 2014 | 25. června 2014  |
| 26           | 13        | Mizumono      | bude oznámeno | David Slade     | Steve Lightfoot a Bryan Fuller                                                      | 23. května 2014 | 2. července 2014 |

### Třetí řada (2015)
| Č. v seriálu | Č. v řadě | Původní název                         | Český název   | Režie             | Scénář                                                       | Premiéra v USA    | Premiéra v ČR      |
| ------------ | --------- | ------------------------------------- | ------------- | ----------------- | ------------------------------------------------------------ | ----------------- | ------------------ |
| 27           | 1         | Antipasto                             | bude oznámeno | Vincenzo Natali   | Bryan Fuller a Steve Lightfoot                               | 4. června 2015    | 19. srpna 2015     |
| 28           | 2         | Primavera                             | bude oznámeno | Vincenzo Natali   | Jeff Vlaming a Bryan Fuller                                  | 11. června 2015   | 26. srpna 2015     |
| 29           | 3         | Secondo                               | bude oznámeno | Vincenzo Natali   | Angelina Burnett, Bryan Fuller a Steve Lightfoot             | 18. června 2015   | 2. září 2015       |
| 30           | 4         | Aperitivo                             | bude oznámeno | Marc Jobst        | Nick Antosca, Bryan Fuller a Steve Lightfoot                 | 25. června 2015   | 9. září 2015       |
| 31           | 5         | Contorno                              | bude oznámeno | Guillermo Navarro | Tom de Ville, Bryan Fuller a Steve Lightfoot                 | 2. července 2015  | 16. září 2015      |
| 32           | 6         | Dolce                                 | bude oznámeno | Vincenzo Natali   | Don Mancini, Bryan Fuller a Steve Lightfoot                  | 9. července 2015  | 23. září 2015      |
| 33           | 7         | Digestivo                             | bude oznámeno | Adam Kane         | Steve Lightfoot a Bryan Fuller                               | 18. července 2015 | 30. září 2015      |
| 34           | 8         | The Great Red Dragon                  | bude oznámeno | Neil Marshall     | Nick Antosca, Steve Lightfoot a Bryan Fuller                 | 25. července 2015 | 7. října 2015      |
| 35           | 9         | ...And the Woman Clothed with the Sun | bude oznámeno | John Dahl         | Jeff Vlaming, Helen Shang, Bryan Fuller a Steve Lightfoot    | 1. srpna 2015     | 14. října 2015     |
| 36           | 10        | ...And the Woman Clothed in Sun       | bude oznámeno | Guillermo Navarro | Don Mancini a Bryan Fuller                                   | 8. srpna 2015     | 21. října 2015     |
| 37           | 11        | ...And the Beast from the Sea         | bude oznámeno | Michael Rymer     | Steve Lightfoot a Bryan Fuller                               | 15. srpna 2015    | 28. října 2015     |
| 38           | 12        | The Number of the Beast Is 666        | bude oznámeno | Guillermo Navarro | Jeff Vlaming, Angela Lamanna, Bryan Fuller a Steve Lightfoot | 22. srpna 2015    | 4. listopadu 2015  |
| 39           | 13        | The Wrath of the Lamb                 | bude oznámeno | Michael Rymer     | Bryan Fuller, Steve Lightfoot a Nick Antosca                 | 29. srpna 2015    | 11. listopadu 2015 |